# 集体行动
集体行动指的是一群人共同采取的行动，其目的是改善他们的生存状况以及实现共同的目标。这个概念在社会科学的许多领域，例如心理学、社会学、人类学、政治学和经济学中都有相关的表述和理论。

## 參看
- 集體行動問題